# Holzmarkt 25

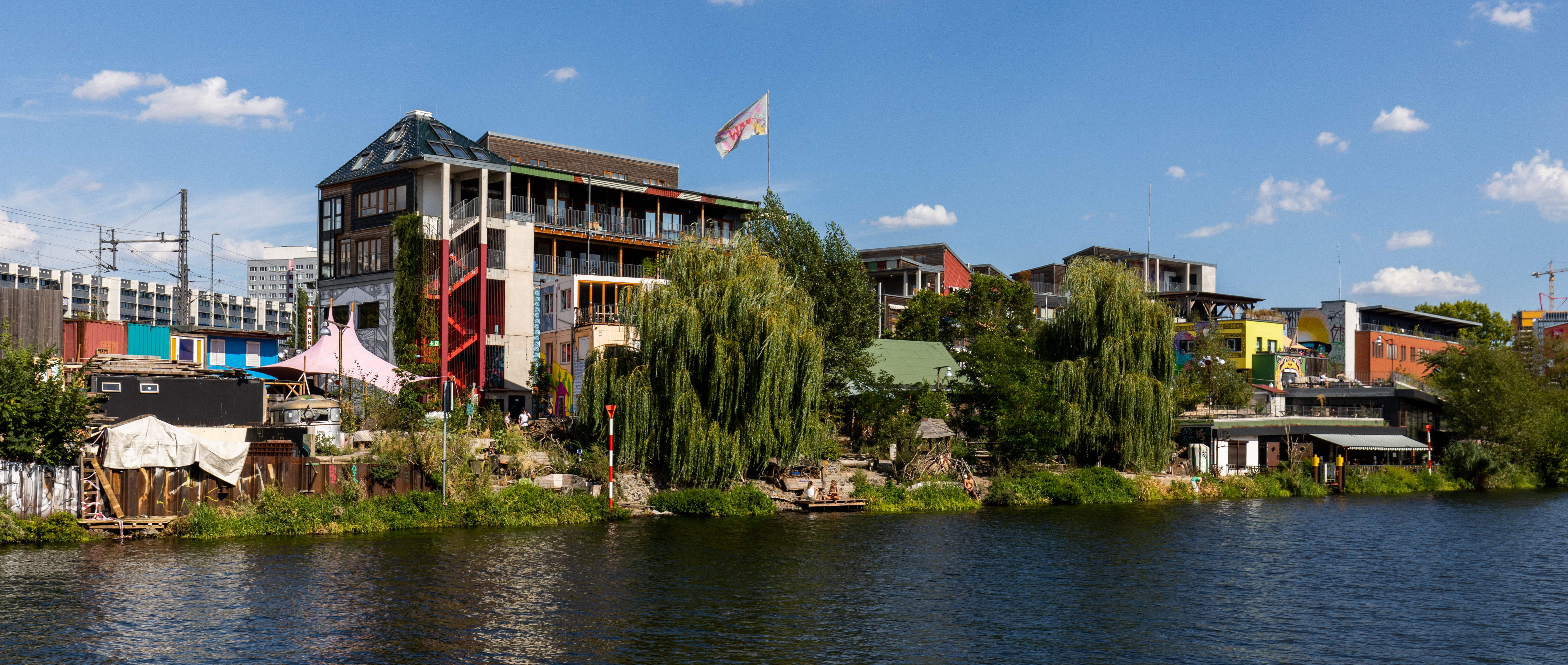
Das Holzmarkt 25-Quartier am Spreeufer in Berlin-Friedrichshain

Der Holzmarkt 25 ist ein Stadtquartier in Berlin-Friedrichshain. Das Projekt ging aus der Bar 25 und ihrem Nachfolger Kater Holzig hervor und ist ein international bekanntes Beispiel für nutzergetragene Stadtentwicklung. Das genossenschaftlich organisierte Quartier entstand von 2013 bis 2017 auf einem rund 8.100 Quadratmeter großen Grundstück zwischen der Holzmarktstraße und dem Spreeufer. Der Ort ist heute durch eine vielfältige kulturelle Nutzung geprägt, unter anderem befindet sich hier der Technoclub Kater Blau. Daneben haben sich zahlreiche Künstler und kleine Gewerbe der Kultur- und Kreativwirtschaft angesiedelt. Es gibt weitere Gastronomiebetriebe und einen öffentlichen Park am Spreeufer. Die stadtplanerische Konzeption wird mit dem Begriff Urbanes Dorf beschrieben.

## Geschichte des Holzmarktquartiers

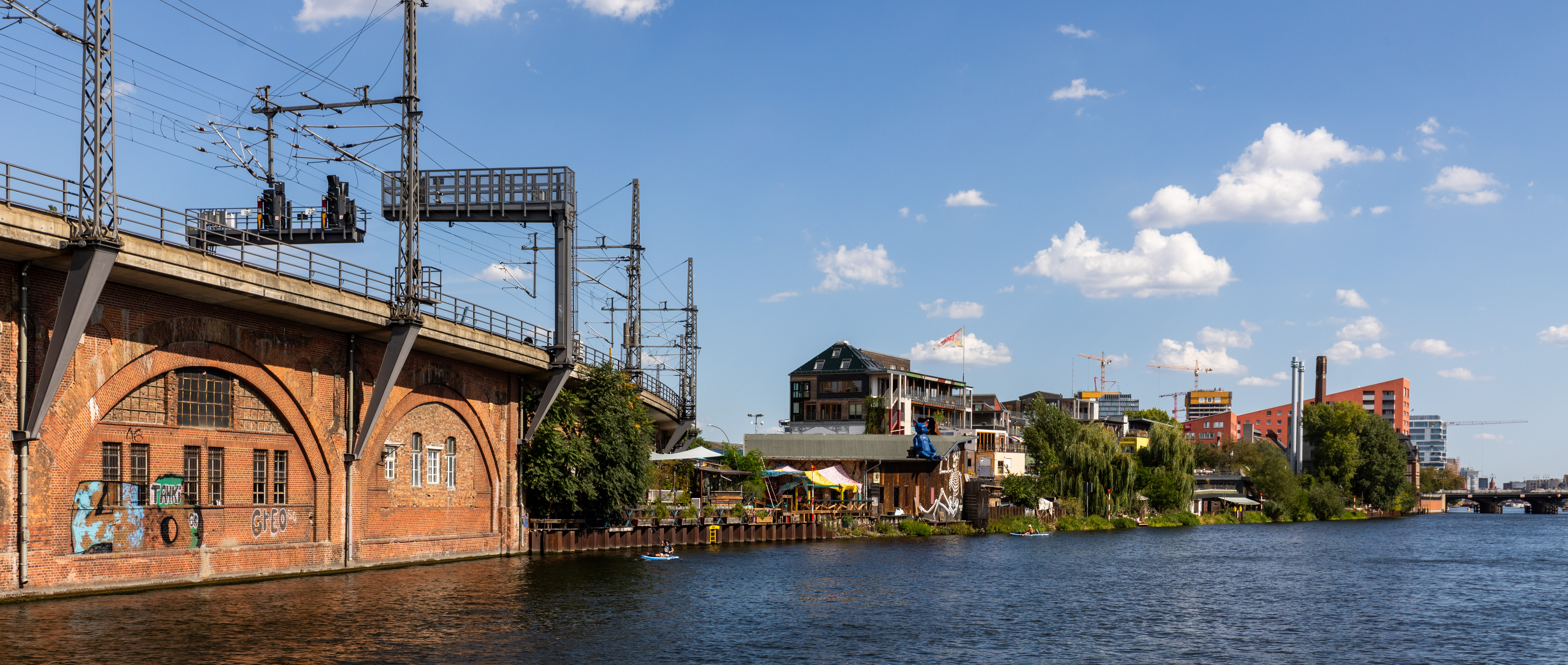
Holzmarkt 25 mit Club Kater Blau

Die Idee für das Holzmarkt-Viertel entstand, als die ehemalige Grundstückseigentümerin, die landeseigene BSR, die Brachfläche an der Spree gegen Höchstgebot veräußerte. Eine Gruppe um die Betreiber der ehemaligen Bar 25 gründete die Genossenschaft Holzmarkt25 eG und die Genossenschaft für Urbane Kreativität, um der Stadt ein alternatives Konzept für die Entwicklung Grundstücks vorzuschlagen. Statt der mit dem Masterplan Mediaspree geplanten dichten Bürobebauung unmittelbar am Ufer, sollte ein gemischtes Quartier entstehen, das die Nutzungsgeschichte der (sub)kulturellen Zwischennutzung weiter fortschreibt und mit einem der Öffentlichkeit gewidmeten und begrünten Ufer einen städtischen Mehrwert schafft.
Die Genossenschaften versuchten das Land Berlin dafür von einer Vergabe des Grundstücks im Erbbaurecht zu überzeugen. Obwohl es für dieses Konzept teilweise prominente politische Unterstützung (insbesondere im Bezirk) gab, blieb es allerdings schließlich bei einem Verkauf gegen Höchstgebot. Vorausgegangen waren intensive Debatten über die Entwicklung des Spreeufers im Bezirk Friedrichshain-Kreuzberg im Rahmen der Masterplanung Mediaspree und auch der damit verbundenen Liegenschaftspolitik. Diese gipfelten bereits im Jahr 2008 in dem ersten erfolgreichen Berliner Bürgerentscheid, der mit der Losung „Spreeufer für Alle“ die geplante Mediaspree-Bebauung verhindern wollte, jedoch weitgehend wirkungslos blieb, da bereits verbindliches Planungsrecht geschaffen- und zahlreiche darauf basierende Bauvorhaben angeschoben waren.
Schließlich gelang es den Holzmarkt-Genossenschaftlern ihr Entwicklungskonzept für das Grundstück zu verwirklichen, indem sie die Schweizer Pensionsfonds Stiftung Abendrot, der sich zu nachhaltigen Geldanlagen verpflichtet, von ihrem Konzept überzeugte. Diese erwarb das Grundstück 2012 gegen Höchstgebot und überließ der Holzmarkt-Genossenschaft ein Erbbaurecht. Mit diesem Modell gelang es, das Grundstück für 75 Jahre dem spekulativen Marktgeschehen zu entziehen.
Finanziert durch das Eigenkapital hunderter Genossenschaftsmitglieder und die Zusammenarbeit mit der Umweltbank, entstand das neue Stadtquartier zwischen 2012 und 2017. Es wird international als beispielhaftes Projekt für nutzergetragene und nachhaltige Stadtentwicklung gesehen. Das aus der Zwischennutzung gewachsene Konzept eines nachhaltigen Quartiers mit kleinteiliger Nutzungsmischung, geschlossenen Wirtschaftskreisläufen und dem hohen Anteil von grünem Freiraum und kultureller Nutzung fand international Beachtung.

## Städtebauliches Konzept

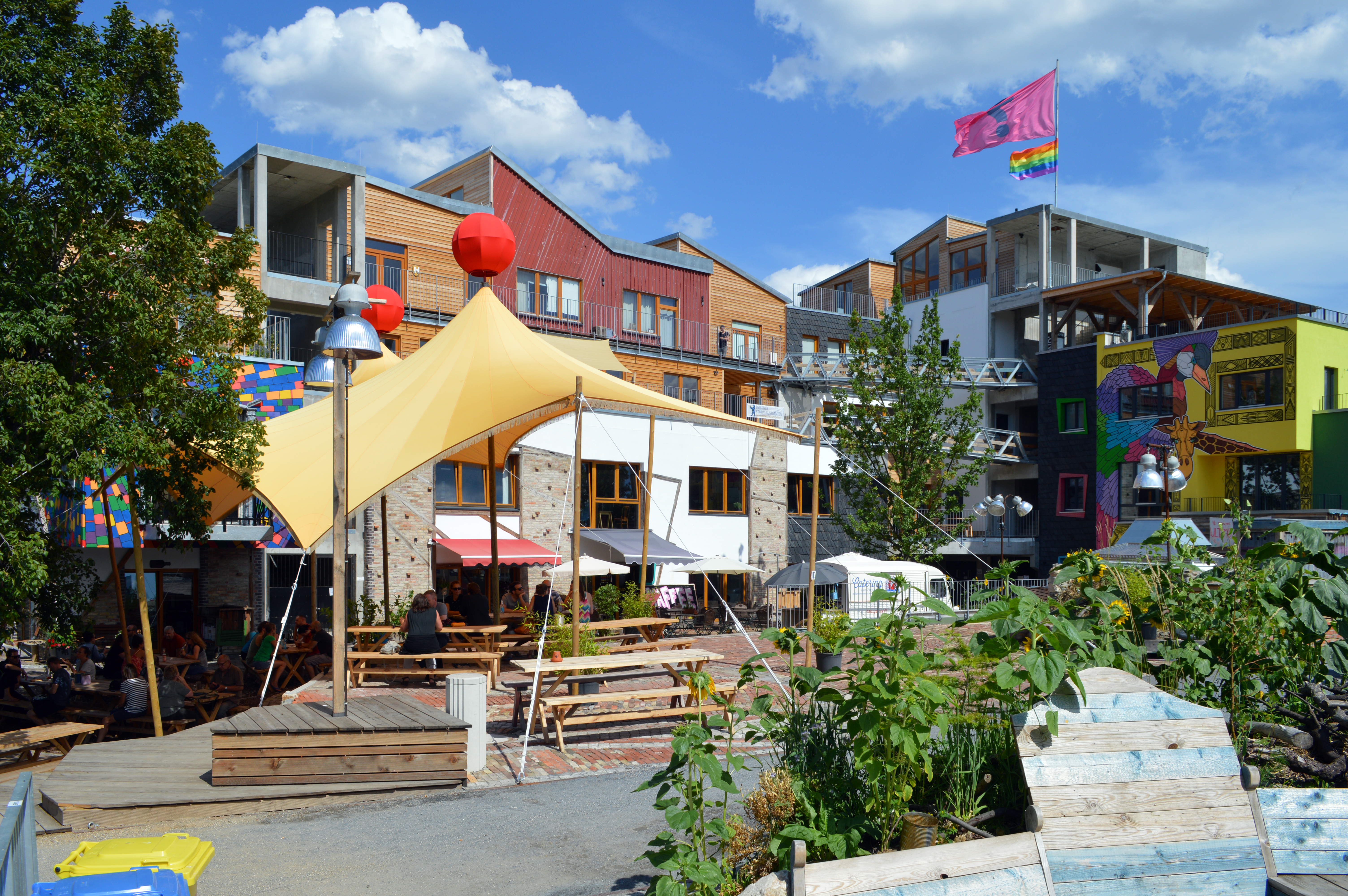
Holzmarkt 25 im Jahr 2017

Zunächst wurde das Grundstück dafür durch die Genossenschaften und einen bürgerschaftlichen Verein (Mörchenpark e. V.) umfassend begrünt und durch kulturelle Veranstaltungen bespielt. Der Bau des Quartiers erfolgte schrittweise und unter der Maßgabe die freie Zugänglichkeit zum Spreeufer zu jeder Zeit aufrechtzuerhalten. Dem architektonischen Programm der „Hallen und Hütten“ folgend, entstanden um einen zentralen Marktplatz großflächige Hallen im Rohbau, die durch flexiblen Selbstbau in Holz ergänzt wurden. Ziel des architektonischen Programmes war es bezahlbare Möglichkeitsräume für kulturelle Nutzungen in der Innenstadt zu schaffen und dauerhaft zu sichern. Statt die planungsrechtlich mögliche Baumasse des geltenden Mediaspree-Planungsrechts auszunutzen, entwickelte die Genossenschaft auf dem Grundstück einen großflächigen grünen Uferbereich, der der Öffentlichkeit gewidmet wurde. Das Spreeufer wurde in diesem Zuge stellenweise zum Flachufer renaturiert, auch um den Bibern in der Spree den Ausstieg und eine Ansiedelung zu ermöglichen.
Neben einer Vielzahl von kleinem Gewerbe aus der Kultur-, Kreativwirtschaft gibt es auf dem Holzmarktgelände Musikstudios, Ateliers und Werkstätten, in denen sich eine Vielzahl von Künstlern, mittelständischen Betrieben und gemeinwohlorientierten Unternehmen angesiedelt haben. Der Regisseur Tom Tykwer hat in seinem Kreativbüro auf dem Holzmarkt die Serie Babylon Berlin entwickelt.
Zudem gibt es eine Konzerthalle (das sogenannte „Säälchen“), eine Artistenhalle, Gastronomie, eine Kita, Lebensmittelversorgung und mit dem Kater Blau auch wieder einen etablierten Technoclub. Ein geplantes Gasthaus/Hotel befindet sich in der Bauphase. Auf dem Gelände finden vor allem in den Sommermonaten regelmäßig Konzerte, Kunstausstellungen, Kinderfeste, Märkte und Kongresse statt. Es ist ein beliebter Treffpunkt für die Nachbarschaft und für Touristen.

## Teilprojekt Eckwerk
Das ursprüngliche Konzept der Holzmarktgenossenschaft sah auf dem uferabgewandten Nordteil der Fläche ein Hochhausensemble vor. In Zusammenarbeit mit der städtischen Wohnungsbaugesellschaft Gewobag und wissenschaftlicher Begleitung durch Studierende der TU Berlin sollte ein Bau entstehen, der studentisches Wohnen und Arbeiten sowie ein Gründerzentrum räumlich miteinander verbindet. Die Planergemeinschaft der renommierten Architektenbüros Graft und Kleihues wurde für den Entwurf und das Konzept ausgezeichnet.
Zu einer Realisierung kam es trotzt der weit fortgeschrittenen Planungen schließlich nicht, da es bei der Schaffung von verbindlichem Planungsrecht keine Einigung mit dem Bezirk gab. Die Aufstellung eines hierfür benötigten neuen Bebauungsplans, der auch die politischen Ziele des Bürgerbegehrens „Spreeufer Für Alle“ planungsrechtlich absichern sollte, erfolgte nicht. Auch ein Vermittlungsversuch eines „Rates“, bestehend aus der Architektin und ehemaligen Leiterin der Architekturwerkstatt des Senatsbaudirektors von Berlin, Barbara Hoidn, dem Hamburger Clubbetreiber und Projektentwickler John Schierhorn und dem ehemaligen Berliner Justizsenator und Bürgermeister Wolfgang Wieland, zwischen Genossenschaft und Baustadtrat Florian Schmidt, brachte keine Einigung. In der Konsequenz zog die Grundstückseigentümerin Stiftung Abendrot das Erbbaurecht für den östlichen Grundstücksteil (rund 2.500 Quadratmeter) wieder an sich.
Nach der gescheiterten Baurechtschaffung für das Eckwerk-Projekt, gab die Holzmarkt Genossenschaft ihre Pläne auf. Im Jahr 2019 entwickelte sich ein juristischer Streit über die verauslagten Planungskosten, zwischen der Holzmarkt-Genossenschaft, der Eckwerk-Entwicklungsgesellschaft und dem Land Berlin, vertreten durch den Baustadtrat des Bezirks, Florian Schmidt. Eine Schadensersatzklage der Eckwerk Entwicklungs GmbH gegen den Bezirk scheiterte im Jahr 2020 vor dem Berliner Landgericht.
Das Bezirksamt Friedrichshain-Kreuzberg gab im Jahr 2019 bekannt, mit der Grundstückseigentümerin einen „Letter of Intent“ vorzubereiten. Die Fläche soll nun ohne Beteiligung der Holzmarkt-Genossenschaft unter dem Namen Wieweil entwickelt werden. Stiftung Abendrot will die Fläche wiederum im Erbbaurecht an eine Projektgemeinschaft vergeben. Geplant ist ein „dichtes Hochhausensemble“ mit bezahlbaren Studenten-Wohnungen und ein Gründerzentrum. Gewerbemieter, für die ein Drittel der Nutzfläche vorgesehen ist, werden in Zusammenarbeit mit einer Universitätseinrichtung und einer städtischen Wohnungsbaugesellschaft gesucht. Bis April 2024 wurde das Konzept noch nicht realisiert und die Fläche liegt weiterhin brach.